# Frederick Catherwood
Frederick Catherwood (27 de fevereiro de 1799 - 27 de setembro de 1854) foi um explorador, arquiteto e artista inglês conhecido pelos seus desenhos detalhistas de sítios arqueológicos maias. Entre os anos de 1839 e 1841, juntamente com o escritor, diplomata e explorador estadunidense John Lloyd Stephens, fez uma expedição à região da Mesoamérica, que resultou em diversas obras que atraíram o público europeu à civilização maia.
Catherwood conseguiu uma reputação considerável como artista topográfico. Ele aperfeiçoou uma técnica de desenho que usava a câmera lúcida e forneceu os desenhos para os panoramas de Jerusalém e Tebas expostos por Robert Burford na Leicester Square.
Faleceu num naufrágio.